# Sheldon Brown (mecânico de bicicletas)
Sheldon Brown ( Boston, 14 de Julho de 1944 – Newton, 4 de Fevereiro de 2008) foi um mecânico de bicicletas norte-americano, técnico especialista e autor. Ele contribuiu com material impresso e online sobre ciclismo e mecânica de bicicletas. O The Times londrino descreveu seu conhecimento de bicicletas como "enciclopédico".

## Biografia
Brown foi gerente de peças, webmaster e consultor técnico de um loja de bicicletas em West Newton, Massachusetts. Entusiasta, manteve um website sobre bicicletas antigas e clássicas, e ciclismo. O escopo do site incluía bicicletas Raleigh, bicicletas Inglesas de três velocidades, cubos Sturmey-Archer, bicicletas tandem e bicicletas roda-fixa. Ele também consertou câmeras fotográficas e foi fotógrafo amador, exibindo seu trabalho fotográfico no mesmo site.
Brown compilou um glossário de ciclismo inglês-francês, viveu e pedalou na França, e escreveu sobre as ciclo-viagens com familiares que realizara por lá.
Depois de adoecer  durante os últimos anos de sua vida, Brown perdeu sua capacidade de andar em uma bicicleta. Então ele continuou pedalando com um triciclo reclinado. Em Agosto de 2007, Brown foi diagnosticado com esclerose múltipla primária progressiva. Faleceu em Fevereiro de 2008,  após um ataque cardíaco.

### Online
O site que Brown desenvolveu inclui informação técnica e permanece atual (Janeiro de 2014). As páginas comerciais são mantidas e atualizadas por empregados da loja de bicicletas. Sua viúva e o amigo John Allen, também um especialista em ciclismo atualizam as páginas de informações. Brown organizara o glossário do site com terminologia de ciclismo, um guia de construção de rodas de bicicleta, e fizera espelhamento de sites reunindo trabalhos técnicos de outros autores. Brown participava em grupos de discussões online sobre ciclismo: rec.bicycles.tech e bikeforums.net.
Brown foi defensor das bicicletas roda-fixa ou de marcha única para uso ordinário em ambiente urbano. Ele, Galen Evans e Osman Isvan desenvolveram um método para determinar e comparar relações de marcha de bicicleta. Para qualquer combinação de coroa, pinhão, tamanho de rodas e tamanho de pedivela, o método calculava o que Brown denominou "gain ratio".
Brown também expressou suas opiniões a cerca de limpeza de corrente, lubrificação e desgaste, uma fonte de controvérsias no campo de manutenção de bicicletas.

### Publicações impressas, prêmios e citações
Brown contribui com artigos em quatro revistas especializadas: Bike World, Bicycling, American Bicyclist e Adventure Cyclist. Nesta última, a revista da Adventure Cycling Association, Brown assumiu a coluna Mechanical Advantage de 1997 até o ano de 2007.
Em Outubro de 2003, Sheldon Brown foi premiado com um certificado de recomendação pela UK's Cyclists' Touring Club (CTC), por sua contribuição para o ciclismo. Ele recebeu o Classic Rendezvous Vintage Bicycle Award em 2005. MassBike o presenteou postumamente com o Influence Pedaler Award, em 2008.
Lennard Zinn, editor técnico de VeloNews, citou Brown em sua coluna regular Technical FAQ with Lennard Zinn.